# 李在禎
李在禎（1944年3月1日—），是大韓民國的教育家，2014年至2022年擔任京畿道敎育監。

## 生平
李在禎高中就讀京畿高等學校，後在高麗大學人文學院文學系畢業，被視為進步派的教育人物。
2014年6月4日，李在禎在大韓民國第六屆敎育監選舉中以1,661,034票擊敗五名候選人趙全赫、鄭鍾熙（韓語：정종희）、崔俊濚（韓語：최준영）、朴龍雨（韓語：박용우）及金珖來（韓語：김광래）成為繼金相坤後京畿道新一任敎育監。